# Verena Eberhardt
Verena Eberhardt (Sankt Martin in der Wart, 6 december 1994) is een Oostenrijks baan- en wegwielrenster. Ze won in 2019 een zilveren medaille op het onderdeel puntenkoers bij de Europese Spelen.

## Palmares

### Baanwielrennen
| Jaar | NK                                                                      | EK | WK | Overig                       |
| ---- | ----------------------------------------------------------------------- | -- | -- | ---------------------------- |
| 2013 | achtervolging · 500m tijdrit · omnium · puntenkoers · scratch           |    |    |                              |
| 2014 | 500m tijdrit · achtervolging · omnium · puntenkoers · scratch           |    |    |                              |
|      |                                                                         |    |    |                              |
| 2016 | 500m tijdrit · achtervolging · afvalkoers · puntenkoers · scratch       |    |    |                              |
| 2017 | 500m tijdrit · sprint, · omnium · puntenkoers · scratch · achtervolging |    |    |                              |
| 2018 | puntenkoers · omnium · scratch                                          |    |    |                              |
| 2019 | puntenkoers · scratch                                                   |    |    | Europese Spelen: puntenkoers |
| 2020 | puntenkoers · scratch · omnium                                          |    |    |                              |

### Wegwielrennen
2021
 Oostenrijks kampioene op de weg
Aubry · Baur · Beckers · Bochsler · Brühwiler · Eberhardt · Ehrler · Graus · Hanselmann · Hranaiova · Imstepf · Lamborelle · Pooley · M. Weiss · S. Weiss